# Distrikt Bernal
Der Distrikt Bernal liegt in der Provinz Sechura in der Region Piura in Nordwest-Peru. Der Distrikt wurde am 15. Juni 1920 gegründet. Er hat eine Fläche von 67,64 km². Beim Zensus 2017 lebten 6855 Einwohner im Distrikt. Im Jahr 1993 lag die Einwohnerzahl bei 5006, im Jahr 2007 bei 6449. Verwaltungssitz ist die 16 m hoch gelegene Kleinstadt Bernal mit 4007 Einwohnern (Stand 2017). Bernal liegt östlich des nach Süden verlaufenden Río Sechura, 15 km nordöstlich der Provinzhauptstadt Sechura.

## Geographische Lage
Der Distrikt Bernal liegt im Nordwesten der Provinz Sechura, östlich des Río Sechura. Im Distrikt wird bewässerte Landwirtschaft betrieben.
Der Distrikt Bernal grenzt im Westen an den Distrikt Rinconada Llícuar, im Nordwesten an den Distrikt Bellavista de la Unión, im Norden an den Distrikt La Unión (Provinz Piura), im Nordosten und Osten an den Distrikt El Tallán (ebenfalls in der Provinz Piura) sowie im Süden an den Distrikt Cristo Nos Valga.